# Lazuri (okręg Bihor)
Lazuri – wieś w Rumunii, w okręgu Bihor, w gminie Roșia. W 2011 roku liczyła 405 mieszkańców.